# Trisanna
Trisanna er en 35 km lang flod i delstaten Tyrol i Østrig. Floden, der dannes i Galtür, hvor de to vandløb Vermuntbach og Jambach løber sammen, afvander dalen Paznaun. I Paznaun flyder floden forbi de mere end 3.000 m. høje bjerge i Samnaun-gruppen i syd og mod nord forbi bjergene i Verwallgruppen.
I Tobadill løber Trisanna sammen med floden Rosanna og danner floden Sanna. Sanna flyder videre gennem Pians og udmunder efter få kilometer i Inn ved Landeck.
47°07′02″N 10°29′24″Ø / 47.1172°N 10.4901°Ø